# الأكاديمية البحرية الإيطالية

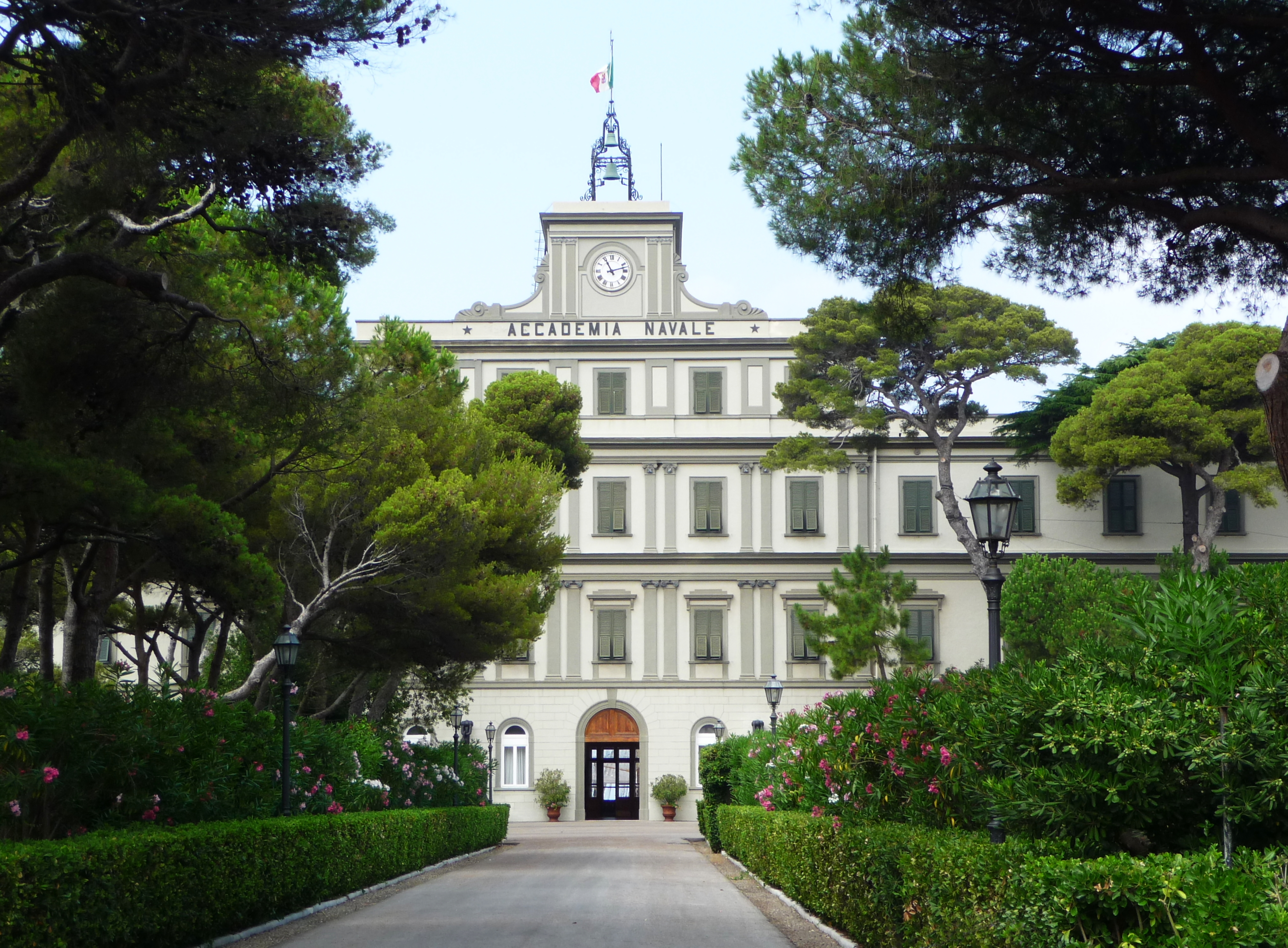
مدخل الأكادبمية

الأكاديمية البحرية الإيطالية (الإيطالية: Acadimia navale) هي جامعة مختلطة عسكرية في ليفورنو، والتي هي المسؤولة عن التدريب التقني للضباط العسكريين من القوات البحرية الإيطالية.

## وصلات خارجية
- الموقع الرسمي

ِْ